# Vendredi noir (radio)
Pour les articles homonymes, voir Vendredi noir.
Dans le domaine de la radio au Québec, Vendredi noir fait référence au vendredi 30 septembre 1994, jour où le groupe Télémédia, propriétaire entre autres de CKAC à Montréal, et Radiomutuel, dont la station-phare est CJMS à Montréal, ont mis en commun leurs actifs pour créer le groupe Radiomédia. Cette fusion a entraîné la fermeture de six stations AM dans autant de villes du Québec.

## Contexte
En 1994, lors de la publication des sondages BBM de l'été, les radios de la bande AM sont en position difficile. Elles encaissent déjà un recul majeur de leur auditoire par rapport à leur nouveau grand rival, la bande FM. Depuis le début des années 1990, la bande AM semble en constante perte de vitesse par rapport à la bande FM. La progression des CKOI-FM, CKMF-FM et autres puissances de la musique se fait aux dépens des CKAC et CJMS, plus portés vers les affaires publiques et l'information. Les sondages de l'été 1994 sèment l'inquiétude dans le camp des stations AM; le recul est de près de 20 % de parts de marché pour CKAC et de 31 % pour CJMS. Le groupe Radiomutuel annonce des coupures pour arrêter l'hémorragie. Mais rien n'y fait. Au début de la saison automnale, la situation est d'autant plus critique que plusieurs stations de Radiomutuel semblent se diriger vers le mur. Une importante rencontre a lieu entre Radiomutuel et Télémédia le 28 septembre 1994 et conduit à une entente concernant la bande AM. Cette entente changera profondément le visage de la radio montréalaise et de la radio québécoise en général.

## La saignée du « Vendredi Noir »
L'entente conclue entre les deux groupes est annoncée le vendredi 30 septembre 1994 : Télémédia et Radiomutuel fusionnent et les stations en moins bonne position dans leur marché sont fermées. Le délai est court : on annonce la fermeture de ces stations pour le soir même à 18 heures. Pour leur dernière journée d'existence, les stations fermées diffusent de la musique en continu, et toutes les 15 minutes un message remercie les auditeurs d'avoir syntonisé le poste en question pendant des années et les redirige vers la station survivante de la région. À Montréal, la nouvelle a l'effet d'une bombe. À Québec, lorsque l'entente est officiellement annoncée, l'émission matinale de Robert Gillet quitte pour une pause. Le directeur-général de la station annonce alors à l'animateur vedette que l'antenne CJRP (plus faible que celle de CHRC) est sabordée par la création du nouveau groupe et que l'émission ne sera pas de retour après la pause. Il refusera aussi à Gillet de rouvrir son micro pour dire un dernier au revoir à ses auditeurs. Certaines personnes manifesteront leur colère devant les bureaux de Radiomutuel et Télémédia mais rien n'y fait, l'entente est respectée et à 17 h 59 min 59 s, les derniers soupirs de ce qui fut jadis une station de radio se font entendre.
L'expression « vendredi noir » a été employée dès le jour même de l'événement. Par exemple, dans les pages du journal Le Soleil du 1er octobre, le dirigeant de hockey Jean D. Legault, dont l'équipe avait un contrat de radiodiffusion avec une des stations concernées, déclare « C’est un vendredi noir dans le monde des communications. Je suis vraiment désolé de voir ça. » La journaliste Ghislaine Rheault reprend l'expression deux jours plus tard.

## Les conséquences
La nouvelle entité, Radiomédia, est détenue à 50 % par Télémédia et à 50 % par Radiomutuel. Dès le vendredi 30 septembre 1994, et ce dans le but de possiblement bloquer tout groupe de relance ou de pression, Radiomédia met un terme aux licences des stations fermées. Le Conseil de la radiodiffusion et des télécommunications canadiennes (CRTC) annonce promptement la tenue d'audiences publiques sur cette fermeture soudaine de six stations de radio. Le lundi suivant, ce sont des équipes remontées avec du personnel des deux anciennes entités qui composent maintenant les équipes du nouveau groupe. Pour plusieurs analystes[Qui ?], cette fusion de plusieurs radios AM partout en province affaibli la popularité de la bande elle-même. 
Stations fermées par la fusion, et station restée ouverte dans la même ville :
- CJMS 1280 à Montréal (Radiomutuel) ; station survivante: CKAC
- CJRP 1060 à Québec (Radiomutuel) ; station survivante: CHRC
- CKCH 970 à Hull (Télémédia) ; station survivante: CJRC
- CJRS 1510 à Sherbrooke (Radiomutuel) ; station survivante: CHLT
- CJTR 1140 à Trois-Rivières (Radiomutuel) ; station survivante: CHLN
- CJMT 1420 à Chicoutimi (Télémédia) ; station survivante: CKRS

Le 27 mars 1995, le CRTC approuve le transfert de CHRC à Radiomédia. 
Des six stations restées ouvertes après le vendredi noir, quatre ont fini par déménager sur la bande FM. Elles ont été acquises par Corus Entertainment en 2005 et le CRTC autorise leur déplacement sur FM en 2007. Il s'agit de CJRC, la station de Gatineau (anciennement Hull) qui devient CKOF-FM en 2011, CHLT de Sherbrooke qui s'appelle CKOY-FM depuis 2011, CHLN de Trois-Rivières qui utilise les lettres d'appel CKOB-FM depuis 2011, et enfin CKRS à Saguenay (anciennement Chicoutimi).
Pour sa part, CHRC de Québec reste sur la bande AM mais ferme ses portes en 2012, la dernière station AM de la ville. La station CKAC de Montréal est toujours sur AM mais fait affaire sous le nom de Radio Circulation 730 et n'est donc plus une radio généraliste.